# Tour de Flandes 1974
El Tour de Flandes 1974 va ser la 58a edició del Tour de Flandes. La cursa es disputà el 31 de març de 1974, amb inici a Gant i final a Merelbeke després d'un recorregut de 256 quilòmetres. El neerlandès Cees Bal guanyà en solitari amb 19" sobre el grup perseguidor. El belga Frans Verbeeck fou segon i la tercera plaça queda deserta en ser posteriorment desqualificat Walter Godefroot per dopatge.

## Classificació final
|    | Ciclista                | Equip                          | Temps      |
| -- | ----------------------- | ------------------------------ | ---------- |
| 1  | Cees Bal (NED)          | Gan-Mercier-Hutchinson         | 6h 10' 00" |
| 2  | Frans Verbeeck (BEL)    | Watney-Maes                    | + 19"      |
| 3  | Walter Godefroot (BEL)  | Carpenter-Confortluxe-Flandria | DQ         |
| 4  | Eddy Merckx (BEL)       | Molteni                        | m. t.      |
| 5  | Eric Leman (BEL)        | M.i.c-De Gribaldy-Ludo         | m. t.      |
| 6  | Marc Demeyer (BEL)      | Carpenter-Confortluxe-Flandria | m. t.      |
| 7  | Gerben Karstens (NED)   | Bic                            | m. t.      |
| 8  | Rik van Linden (BEL)    | Ijsboerke-Colner               | m. t.      |
| 9  | Patrick Sercu (BEL)     | Brooklyn                       | m. t.      |
| 10 | Wilfried Wesemael (BEL) | M.i.c-De Gribaldy-Ludo         | m. t.      |